# Welcome 2 Detroit
Welcome 2 Detroit — сингл с дебютного студийного альбома The People vs. американского рэпера Trick-Trick. В песне содержится вокал американского рэпера Эминема и группы из Детройта-Goon Sqwad. Сингл достиг максимального уровня в Billboard Hot 100.

## Критика
DJ Booth написал положительный отзыв о песне: "В сингле “Welcome 2 Detroit” Trick, как бы это сказать, получает руку помощи от Эминема, для того, чтобы представить свой родной город, рассказывая о проблемах города с агрессивным голосом, похожим на голос Ice Cube. Он не хочет быть Бен Ладеном для того, чтобы взорвать город своим текстом, он всего лишь рассказывает о нём".

## Видео
Клип снимался в одном из ночных клубов Детройта. Также в кадрах появляются друзья Эминема: рэп-группа D12 и рэпер Fat Joe.

## Список композиций
| №  | Название                                           | Автор(ы)                        | Продюсер | Длительность |
| -- | -------------------------------------------------- | ------------------------------- | -------- | ------------ |
| 1. | «Welcome 2 Detroit» (feat. Eminem) (radio edit)    | C. Mathis, L. Resto, M. Mathers | Eminem   | 3:47         |
| 2. | «Welcome 2 Detroit» (feat. Eminem) (album version) | C. Mathis, L. Resto, M. Mathers | Eminem   | 4:45         |
| 3. | «Attitude Adjustment» (feat. Jazze Pha)            |                                 |          | 5:06         |
| 4. | «Welcome 2 Detroit» (feat. Eminem) (video)         | C. Mathis, L. Resto, M. Mathers | Eminem   | 4:45         |

## Чарты
| Чарт (2005–2006)                     | Высшая позиция |
| ------------------------------------ | -------------- |
| Austria (Ö3 Austria Top 40)          | 24             |
| European Hot 100 Singles (Billboard) | 73             |
| Finland (Suomen virallinen lista)    | 12             |
| Germany (Media Control Charts)       | 20             |
| US Billboard Hot 100                 | 100            |
| US Pop 100 (Billboard)               | 52             |